# وار
 روستای وار، روستایی است از توابع بخش مرکزی شهرستان خوی استان آذربایجان غربی ایران.

## جمعیت
این روستا دربخش مرکزی شهرستان خوی قرار دارد و بر اساس سرشماری سال ۱۳۹۰ جمعیت ۴۸۰۸ نفر (۱۱۰۰ خانوار)
بوده‌است.